# Llac de Núria
Llac de Núria är en sjö i Spanien.   Den ligger i provinsen Província de Girona och regionen Katalonien, i den nordöstra delen av landet, 500 km öster om huvudstaden Madrid. Llac de Núria ligger 1 960 meter över havet.  Trakten runt Llac de Núria består i huvudsak av gräsmarker.